# Maria Castello Branco
Maria Castello Branco (Lisboa, 20 de abril de 1999) é uma consultora e comentadora política portuguesa. Actualmente, é cronista no Jornal Expresso e comentadora na CNN Portugal.

## Biografia

### Formação Académica
Maria Castello Branco licenciou-se em Ciência Política e Relações Internacionais pela Universidade Católica de Lisboa. Posteriormente, obteve um mestrado em Teoria Política pela London School of Economics (LSE), onde se especializou em Filosofia Política Chinesa. 

### Consultoria
Maria exerceu funções como consultora de Public Affairs na Political Intelligence, onde trabalhou em estratégias de comunicação e políticas públicas, assessorando clientes em temas de regulamentação e relações institucionais.

### Atividade política
Maria integrou a direção da Iniciativa Liberal durante dois anos e foi candidata a deputada nas eleições legislativas e europeias de 2019 pelo mesmo partido.

### Atividade na comunicação social
Maria Castello Branco é atualmente cronista semanal no Expresso, onde escreve sobre política nacional e internacional. 

Iniciou o comentário televisivo na SIC Notícias e, atualmente, é comentadora na CNN Portugal, participando em programas de análise política. É também membro do podcast "Lei da Paridade" do Expresso, dedicado à análise política e temas de igualdade de género.